# 山のグレーディング

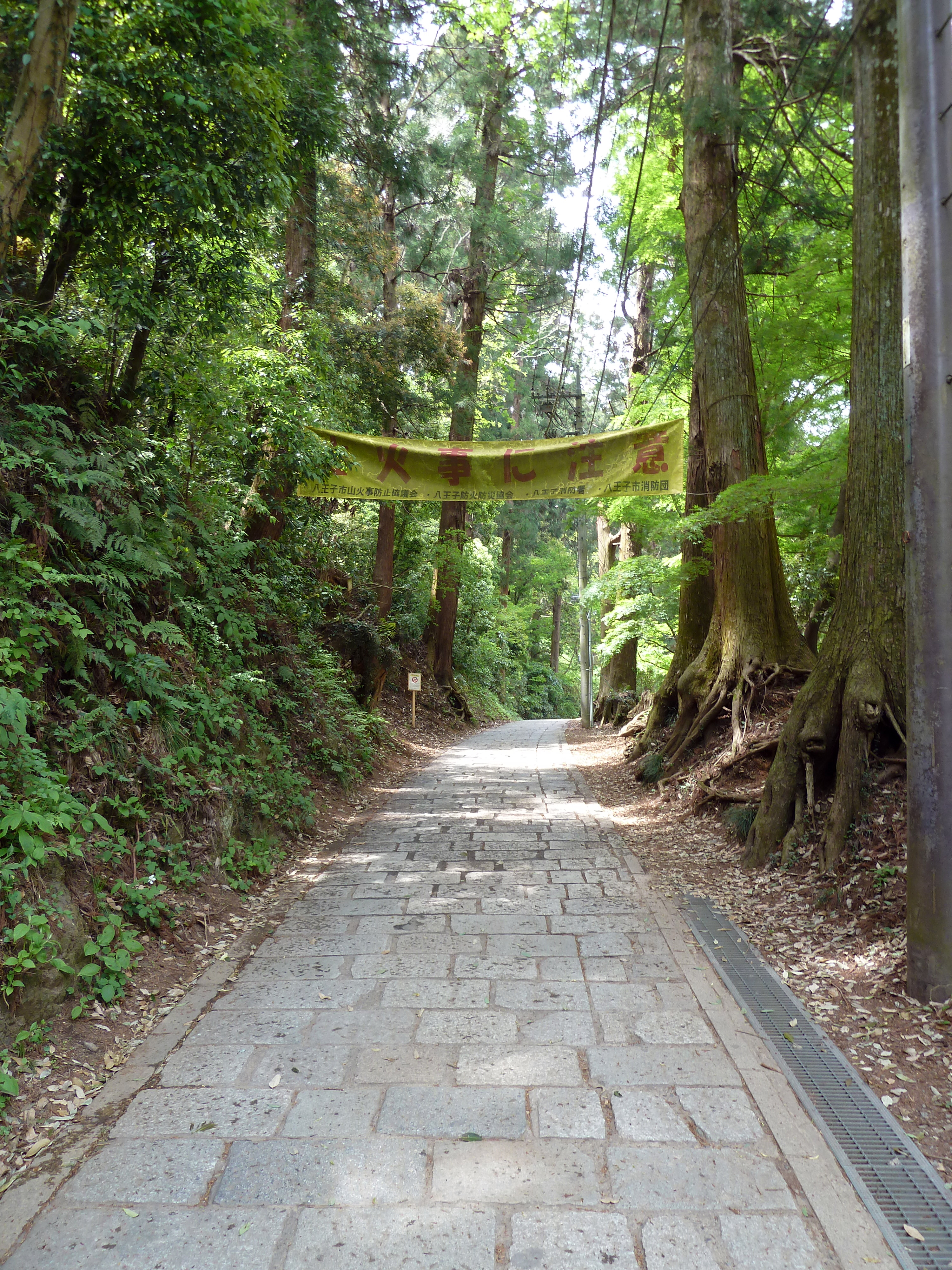
低難易度の登山道例（高尾山表参道、体力度「2」・技術的難易度「A」）

高難易度の登山道例（槍ヶ岳 - 穂高岳間縦走路、体力度「10」・技術的難易度「E」）

山のグレーディング（やまのグレーディング）は、日本の山における登山の難易度について、その山が所在する自治体など（主に都道府県）が、統一された基準により定めている指標である。

## 解説
登山者が多い山域の各登山道について、通行に必要な体力と技術を数値化することで、その登山道の総合的な難易度を表すものである。登山者がこの情報を参考に自分の力量に見合った山を選ぶことで、山岳遭難などの事故を防止することを目的としている。
山ごとの難易度については、登山ガイドブックや、インターネット上の登山情報サイトなどで「初級」「中級」「上級」といった区分けがされている場合があるが、その基準はガイドブック著者などの主観によるところが大きく、客観的な指標ではない。そのため、同じ山でもガイドブックによって区分が異なる場合や、難易度を表す表現が統一されていない場合もある。また、同じ山であっても、出発する登山口や経由する登山道が異なれば、登山の難易度も変わる。
一方で山のグレーディングは、各県（山系）ごとに公表されているものの、すべて同一の基準により難易度が評価されている。また、評価は登山道ごとのため、複数のルートがある山でそれぞれにグレーディングが公表されていれば、ルートごとの難易度に応じた登山計画を立てることもできる。

## 歴史
最初に山のグレーディングを公表したのは2014年の長野県である。
当時、登山ブームによる登山者の増加に伴い、山岳部や山岳会などに所属しない未組織登山者が多くなり、インターネットなどの情報をもとに独学で登山を始めた「山の怖さを知らない初心者」や、ブランクの後に登山を再開した「体力の低下を意識しない中高年者」が山岳遭難事故を起こす例がみられるようになっていた。日本アルプスや八ヶ岳などの著名な山域を擁する長野県では、発生した山岳遭難事故が2010年（平成22年）から4年連続で過去最多を更新し、2013年には300件を記録した。
そこで長野県では、登山者が自らの力量を超えた難易度の高い山で遭難事故を起こすことを防止するため、山のグレーディングを策定し、2014年6月に公開した。
公開前の同年5月、長野県と新潟県・山梨県・静岡県が合同で開催した「中央日本四県サミット」において、長野県のこの取り組みが紹介され、長野県の呼びかけにより4県が共通の指標によるグレーディングを導入することで合意に至った。2020年3月時点では、上記の4県を含む10県と1山系が山のグレーディングを公表している。2021年1月には、評価の見直しがあったルートを再編集し、日本百名山のうち10県1山系の67山・200ルートを評価した「登山ルートグレーディング」も公開された。
また、県によっては、登山道をさらに複数区間に分け、区間ごとに評価した「ピッチマップ」も公開していることがある。この場合、通過する予定の区間を組み合わせて検討することで、単一の山への往復や周回、複数の山を縦走する場合など、さまざまなパターンの登山について、それぞれのグレーディングを確認することが可能となる。

## グレーディングの計算方法
登山道の「体力度」および「技術的難易度」の二面から評価するものとなっている。

### 体力度
鹿屋体育大学教授で運動生理学を専門とする山本正嘉による研究結果をもとにした計算方法である。
まず、以下の4つの指標をもとに「ルート定数」（「コース定数」とも呼ばれる）を算出する。
- 標準コースタイム（昭文社発行の登山地図『山と高原地図』による[10]。休憩時間は含まない[5]）
- ルート全長（地図ソフトウェア「カシミール3D」での計測による[10]。下記の標高差も同じ）
- 累積登り標高差
- 累積下り標高差

ルート定数の計算式は以下の通り（計算結果の小数点以下は切り上げる）。
```
標準コースタイム（時間）×1.8＋ルート全長 (
km
) ×0.3＋累積登り標高差 (km) ×10.0＋累積下り標高差 (km) ×0.6
```

次いで、算出されたルート定数を下表に当てはめ、「1」から「10」までの数字で示される10段階のグレードに区分する。「1」がもっとも楽に登れるルートで、「10」に近づくほど体力をより必要とする。
| 体力度 | ルート定数     | 目安              |
| ------ | -------------- | ----------------- |
| 1      | 10以下         | 日帰りが可能      |
| 2      | 10を超え20以下 | 日帰りが可能      |
| 3      | 20を超え30以下 | 日帰りが可能      |
| 4      | 30を超え40以下 | 1泊以上が適当     |
| 5      | 40を超え50以下 | 1泊以上が適当     |
| 6      | 50を超え60以下 | 1 – 2泊以上が適当 |
| 7      | 60を超え70以下 | 1 – 2泊以上が適当 |
| 8      | 70を超え80以下 | 2 – 3泊以上が適当 |
| 9      | 80を超え90以下 | 2 – 3泊以上が適当 |
| 10     | 90を超える     | 2 – 3泊以上が適当 |

- 例1：コースタイム6時間・全長8.2 km・累積登り標高差930 m (0.93 km)・累積下り標高差920 m (0.92 km) の場合

ルート定数：6×1.8＋8.2×0.3＋0.93×10＋0.92×0.6＝23.112（小数点以下を切り上げて24）
体力度「3」（日帰りが可能）に該当
- 例2：コースタイム11.5時間・全長23 km・累積登り標高差2,400m (2.4 km)・累積下り標高差2,400m (2.4 km) の場合

ルート定数：11.5×1.8＋23×0.3＋2.4×10＋2.4×0.6＝53.04（小数点以下を切り上げて54）
体力度「6」（1 – 2泊以上が適当）に該当
なお、このルート定数は、体力度の計算だけではなく、そのルートを歩くのに必要なエネルギー（カロリー）や水分の量の目安とすることも可能である。ルート定数を用いた必要エネルギー量・水分量の計算式は以下の通り。
```
ルート定数×（体重＋荷物の重量）
```

体重および荷物の重量はいずれもキログラム (kg)。計算結果の数値は、キロカロリー (kcal) として読むとエネルギー量に、ミリリットル (mL) として読んだ場合は水分量となる。
たとえば、ルート定数25のルートを、体重60 kgの登山者が10 kgの荷物を背負って歩く場合、25×（60＋10）＝1,750となり、必要なエネルギー・水分の量はそれぞれ1,750 kcal・1,750 mL (1.75 L) となる。ただし、これはあくまで目安の数値であり、必要なエネルギー量・水分量は人によって異なることや、天候やルートの状況などの要因にも左右されることを認識する必要がある。

### 技術的難易度
当該登山道の状況を勘案し、そこを通行する登山者に求められる技術・能力などを下表の定義に当てはめ、「A」から「E」までのアルファベットで示される5段階のグレードに区分する。「A」がもっとも技術を要しないルートで、「E」に近づくほど難易度が上昇する。
| 技術的難易度 | 登山道の状況 | 登山者に求められる技術・能力 |
| ------------ | --- | --- |
| A            | 概ね整備済 転んだ場合でも転落・滑落の可能性は低い 道迷いの心配は少ない | 登山の装備が必要 |
| B            | 沢、崖、場所により雪渓などを通過 急な登下降がある 道が分かりにくい所がある 転んだ場合に転落・滑落事故につながる場所がある                                                                                        | 登山経験が必要 地図読み能力があることが望ましい |
| C            | ハシゴ・くさり場、また、場所により雪渓や渡渉箇所がある ミスをすると転落・滑落などの事故となる場所がある 案内標識が不十分な箇所も含まれる                                                                         | 地図読み能力、ハシゴ・くさり場などを通過できる身体能力が必要 |
| D            | 厳しい岩稜や不安定なガレ場、ハシゴ・くさり場、藪漕ぎを必要とする箇所、場所により雪渓や渡渉箇所がある 手を使う急な登下降がある ハシゴ・くさり場や案内標識などの人工的な補助は限定的で、転落・滑落の危険個所が多い | 地図読み能力、岩場、雪渓を安定して通過できるバランス能力や技術が必要 ルートファインディングの技術が必要                                                                  |
| E            | 緊張を強いられる厳しい岩稜の登下降が続き、転落・滑落の危険個所が連続する 深い藪漕ぎを必要とする箇所が連続する場合がある                                                                                          | 地図読み能力、岩場、雪渓を安定して通過できるバランス能力や技術が必要 ルートファインディングの技術、高度な判断力が必要 登山者によってはロープを使わないと危険な箇所もある |

技術的難易度の判定にあたっては、そのルートの中で最も技術を要する箇所に相当する区分をルート全体のグレードとする。たとえば、登りはじめは整備された一本道（「A」）の区間が続いていても、山頂手前でくさり場を通過（「C」）するような場合は、そのルートは全体として「C」に区分される。

## グレーディングの例
長野県のグレーディングで参考として取り上げられている東京都の高尾山表参道のグレーディングは、体力度「2」（日帰りが可能）・技術的難易度「A」（概ね整備済みで、転落・滑落の危険や道迷いの可能性は少ない）とされている。
一方、岐阜県のグレーディングに含まれる槍ヶ岳と穂高岳間の縦走路は、いずれも最高ランクの体力度「10」（2 - 3泊以上が適当）・技術的難易度「E」（緊張を強いられる厳しい岩稜の登下降が続き、転落・滑落の危険個所が連続する）となっている。
もっとも、体力度と技術的難易度は必ずしも常に比例するものではなく、「日帰りできる程度の体力度だが、高い技術が求められるルート」もあれば「2 – 3泊分以上の体力を必要とするが、技術的難易度の高い箇所はほとんどないルート」も存在する。
グレーディングが公表されている他のルートの一例は以下の通り。
| 県（山系） | 山域       | 山名・登山道（出発地・到着地）       | 体力度 | 技術的難易度 |
| ---------- | ---------- | ------------------------------------ | ------ | ------------ |
| 山形県     | 出羽山地   | 月山（八合目駐車場）                 | 3      | A            |
| 新潟県     | 北アルプス | 【縦走】栂海新道（親不知→北又小屋）  | 10     | C            |
| 富山県     | 北アルプス | 下ノ廊下（欅平→黒部湖）              | 9      | E            |
| 山梨県     | 南アルプス | 北岳（広河原）〈草すべり〉           | 5      | B            |
| 長野県     | 八ヶ岳     | 【周回】赤岳・横岳・硫黄岳（美濃戸） | 4      | C            |
| 長野県     | 南アルプス | 塩見岳（鳥倉）                       | 7      | D            |
| 岐阜県     | 北アルプス | 【縦走】槍ヶ岳→奥穂高岳              | 10     | E            |
| 静岡県     | 富士山     | 富士山（富士宮口）                   | 5      | B            |
| 石鎚山系   | 石鎚山脈   | 石鎚山（成就）                       | 3      | B            |

公表されている全てのグレーディングは、各県のサイト（外部リンク節に一覧あり）で確認できる。

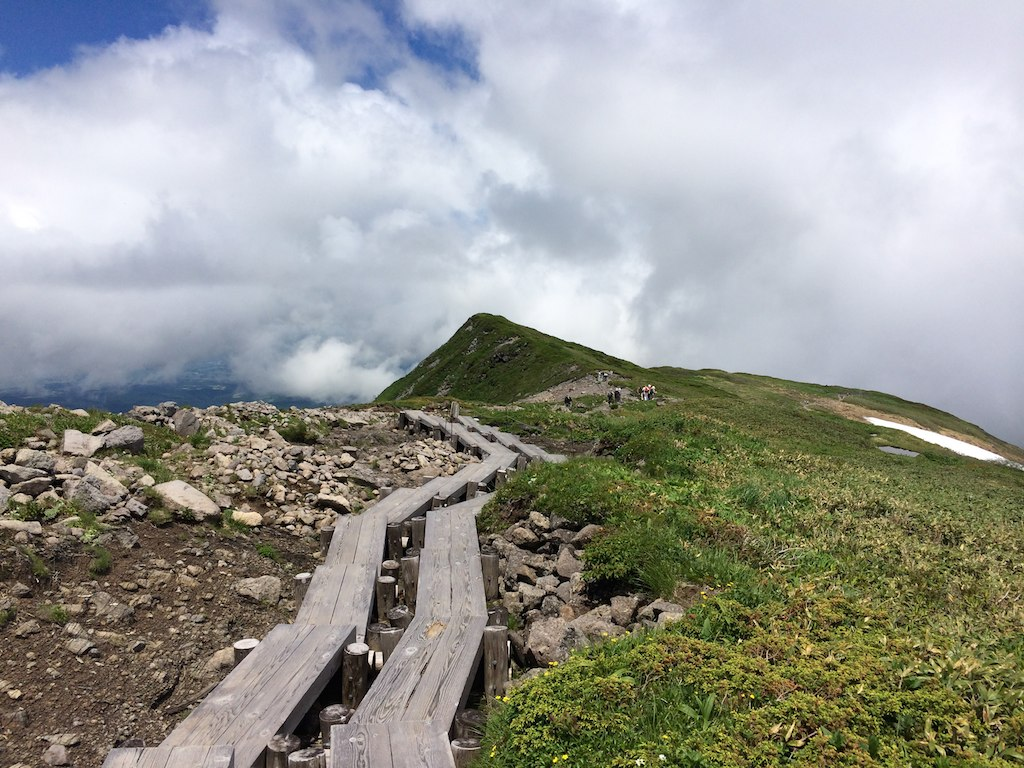
月山 八合目ルート 体力度「3」 技術的難易度「A」
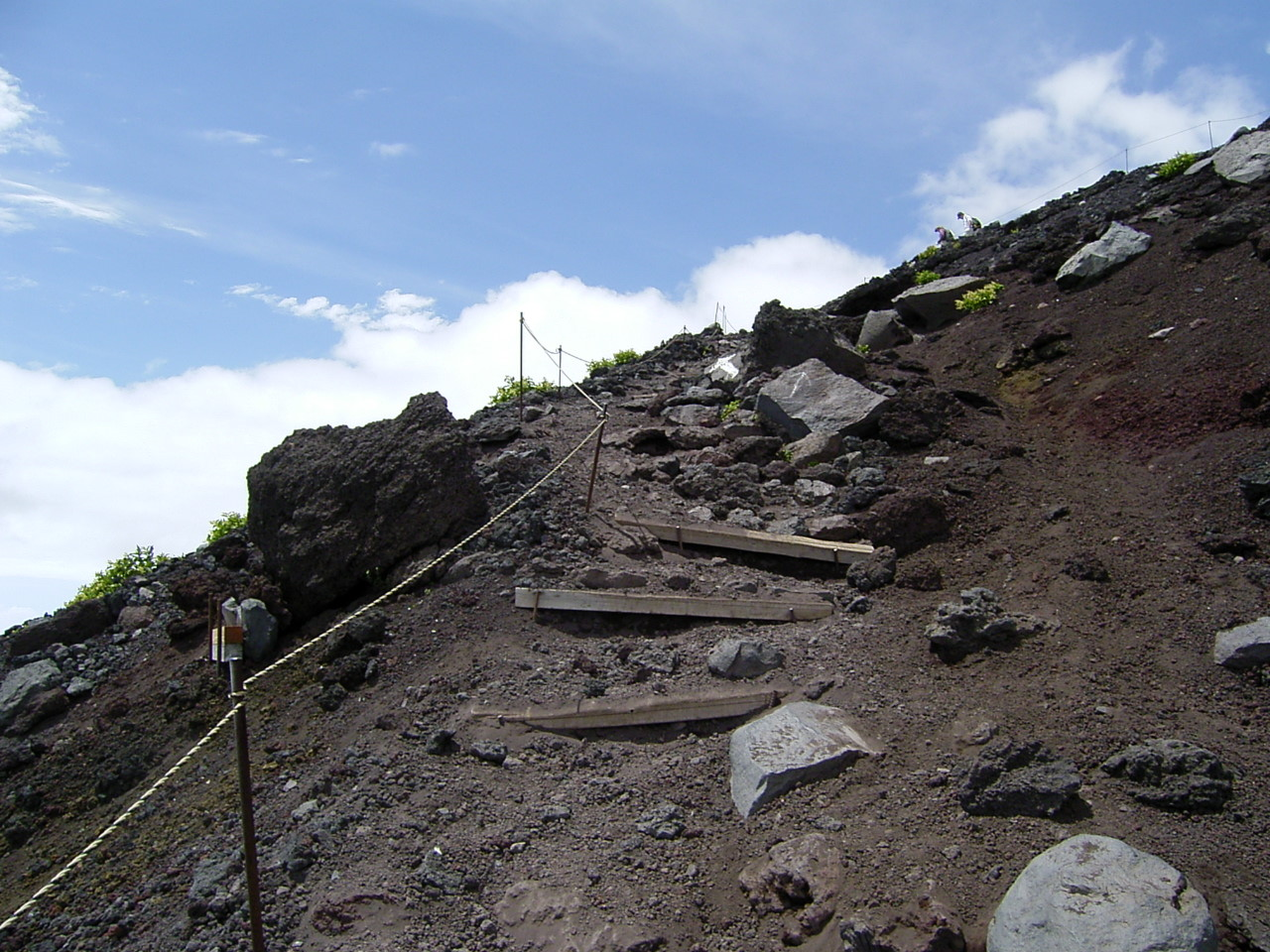
富士山 富士宮ルート 体力度「5」 技術的難易度「B」
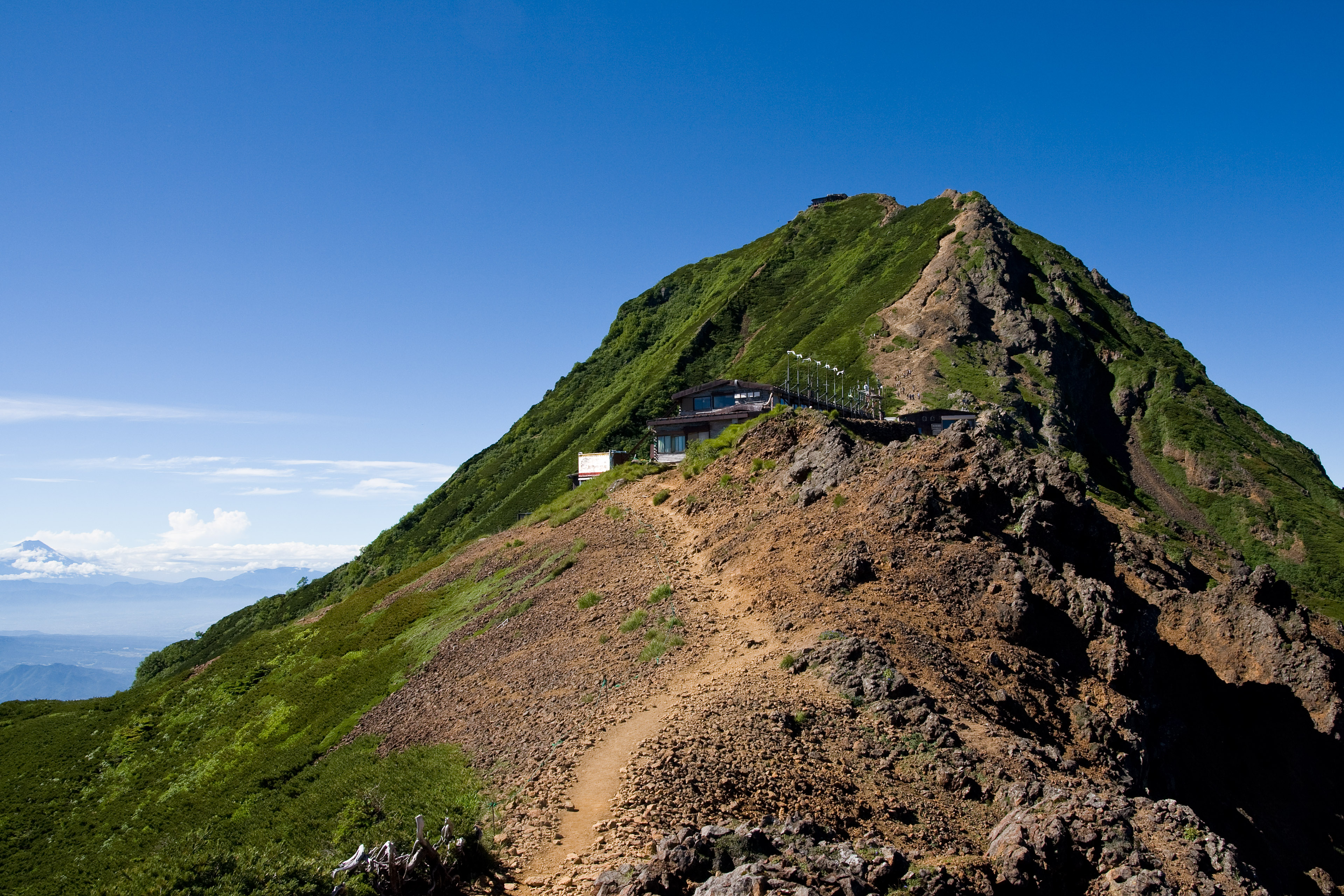
八ヶ岳 横岳 - 赤岳 体力度「4」 技術的難易度「C」
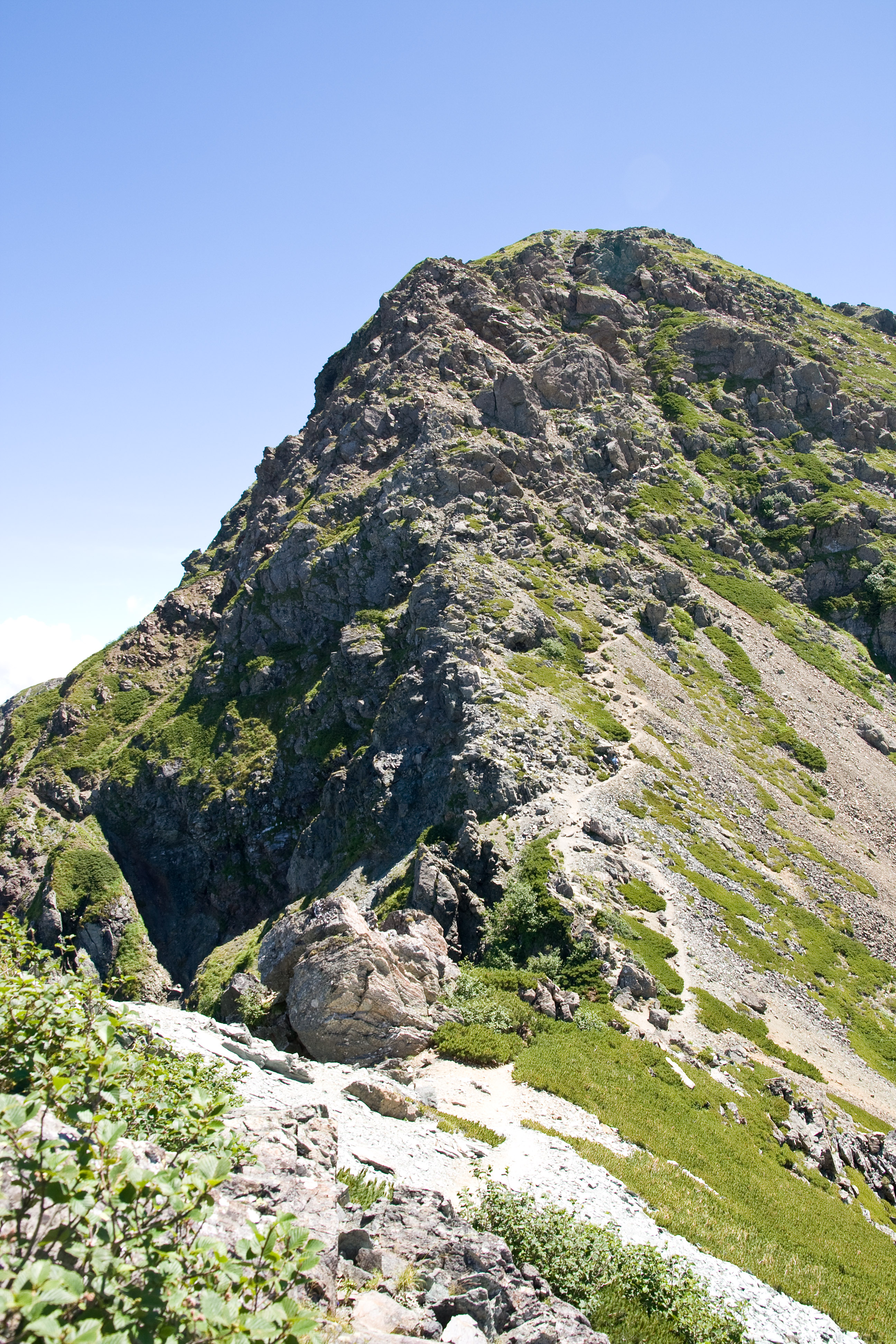
塩見岳 鳥倉ルート 体力度「7」 技術的難易度「D」
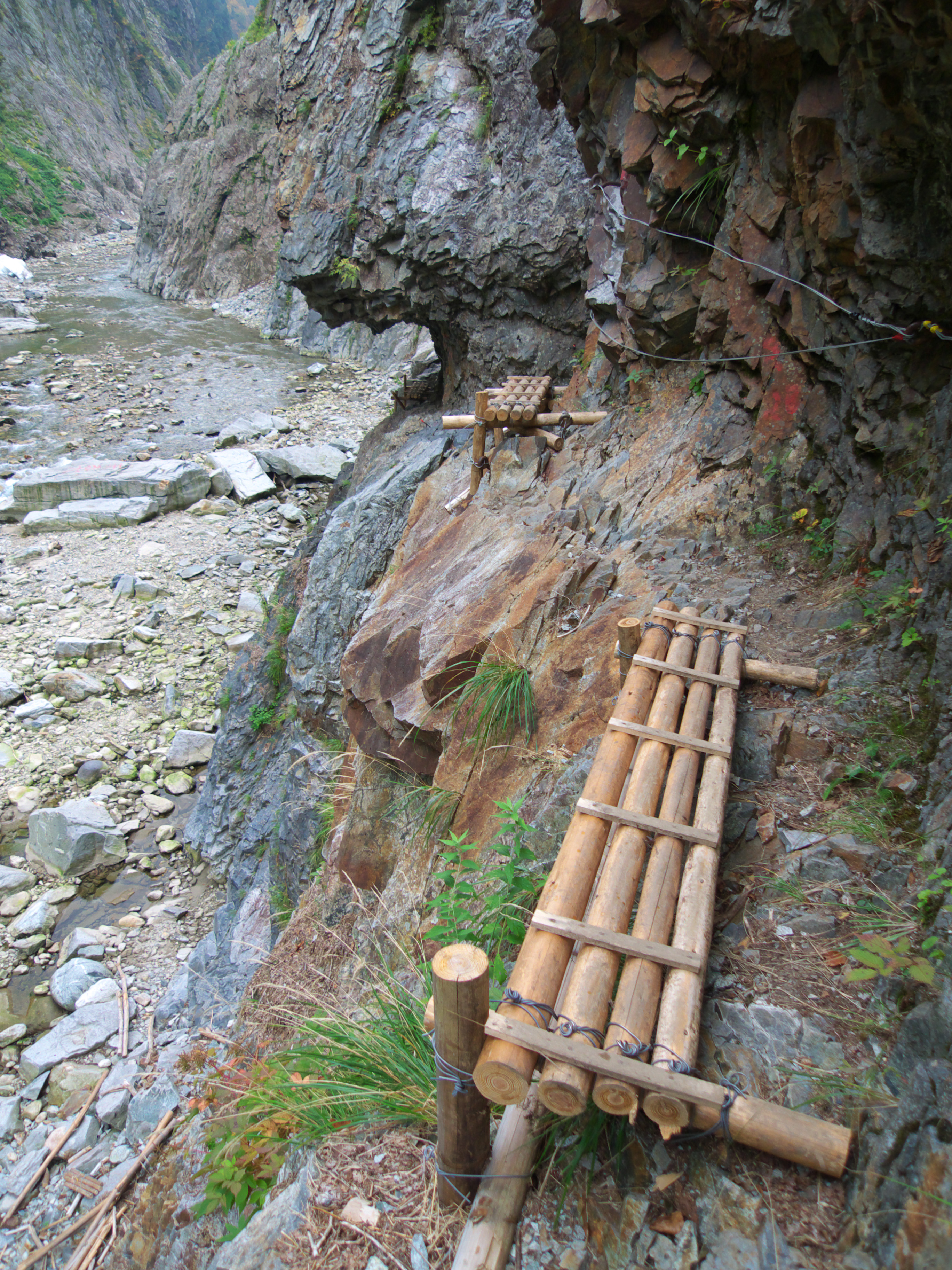
下ノ廊下 体力度「9」 技術的難易度「E」

## 利用上の注意
以下は、山のグレーディングを利用するにあたって各県が注意喚起している事項の一部である。
- 山のグレーディングでは、無雪期で天候が良好な場合を想定して難易度を評価している。そのため、実際に登る際には、残雪、悪天候や体調不良、その他の偶発的な要因によるリスクが付随することを考慮する必要がある[1][5][9]。
- 山のグレーディングは山岳遭難事故の防止を目的としているため、事故が起きにくい里山や、美ヶ原など山頂近くまで自動車で行けるルートは含まれていない場合がある[10]。
- 剱岳北方稜線や北鎌尾根、奥穂高岳 - 西穂高岳間の縦走路など、一般的な登山道ではなく特に条件の厳しいルート（バリエーションルート）は、評価の対象外とされている場合がある[1][5]。
- 北沢峠からの甲斐駒ヶ岳や仙丈ヶ岳など、体力度が「3」以下（日帰りが可能）のルートであっても、登山口までのアクセスに時間を要するため日帰りが困難な場合がある[1]。
- 戸隠キャンプ場からの高妻山など、体力度が「4」以上（1泊以上が適当）のルートであっても、途中に宿泊可能な山小屋・キャンプ場がない場合がある[1]。
- 飛越トンネルからの黒部五郎岳など、体力度が「6」以上（1 – 2泊以上が適当）のルートであっても、途中に宿泊可能な山小屋・キャンプ場が1箇所しかない場合がある[9]。
- グレーディングの公表によって対象ルート通行の安全が保障されるものではなく[3]、対象ルートで発生した事故について各県は責任を負わない[5][9]。

グレーディングを公表している各県では、過去に登った山のグレーディングを参考にする際は「過去の体力・技術はあくまで過去のものであることを認識し、現在の体力・技術に応じた山選びをする」ことや、初心者は「難易度の低い山から登り始め、より難易度の高い山へと徐々に経験を積み重ねていく」ことを求めている。

## 類似の指標

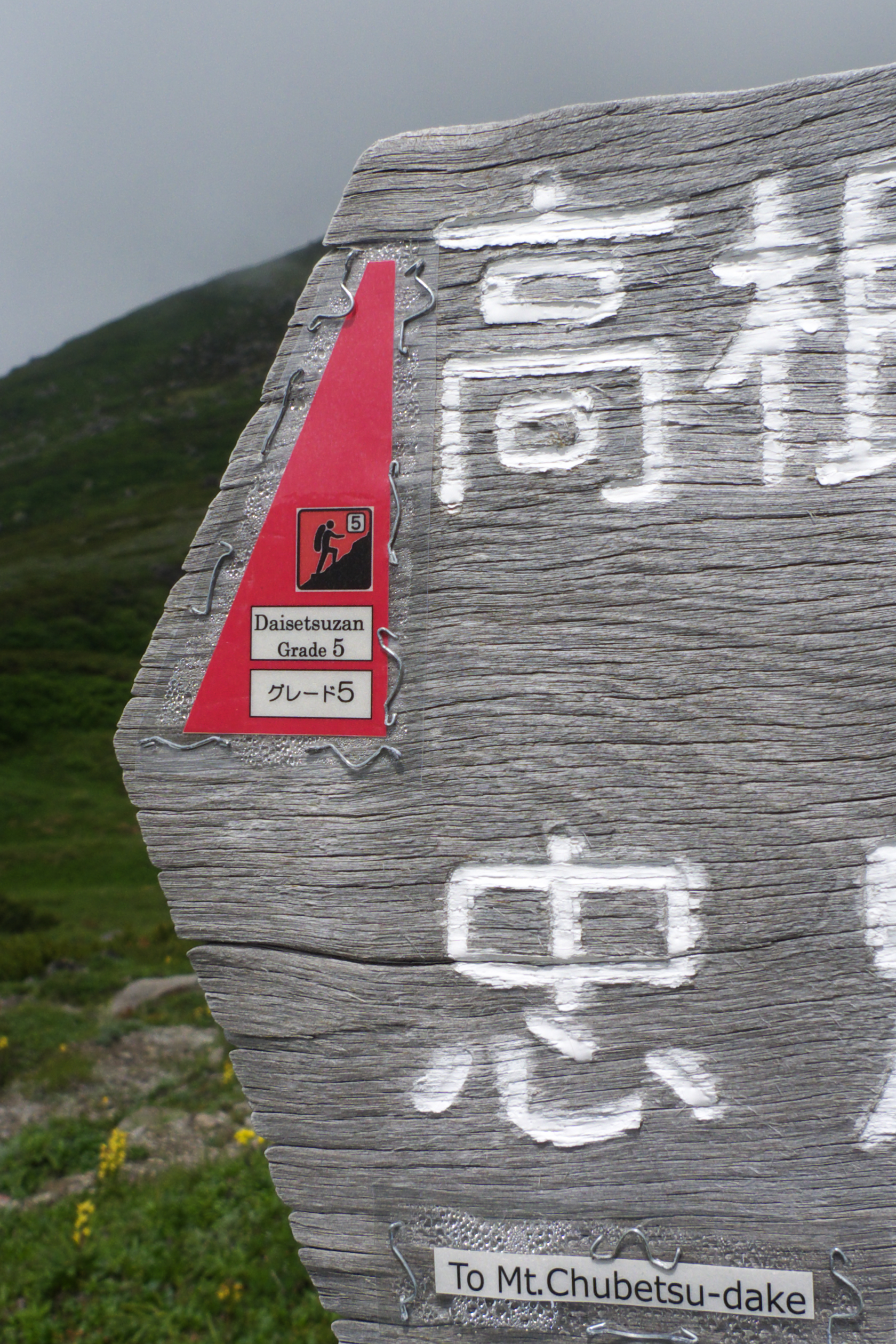
北海道・大雪山系の白雲岳避難小屋前にある指導標。行き先となるルートの「大雪山グレード」を示す標識が付けられている。

山のグレーディング以外にも、登山道の難易度を示すものとして公表されている指標がある。たとえば北海道の大雪山では、山域の登山道について、その難易度や体験する雰囲気などの程度によって5段階に区分した「大雪山グレード」という基準を大雪山国立公園が公表している。